# Хроностратиграфия
Хроностратиграфия  (от др.-греч. χρόνος — время + лат. stratum — настил, слой + γράφω — пишу) — раздел стратиграфии, изучающий возраст слоёв пород и их соотношение относительно времени возникновения.
Задача хроностратиграфии — установить последовательность осаждения и время образования всех горных пород в пределах геологического региона, а конечном итоге, определить всю геологическую историю Земли.
Стандартная стратиграфическая номенклатура представляет собой хроностратиграфическую систему, основанную на палеонтологических интервалах времени, определяемых признаками ископаемых остатков, выделяемых методами биостратиграфии. Цель хроностратиграфии состоит в установлении возраста пластов и ярусов по ископаемым комплексам.